# Polish Masters
Het Polish Masters kampioenschap is een vriendschappelijk voetbaltoernooi tussen 4 Europese ploegen. Alle wedstrijden werden gespeeld in het Stadion Miejski in Wrocław, Polen. Het toernooi werd in 2012 voor het eerst gehouden.

## Editie 2012

### Deelnemers
De volgende ploegen deden in 2012 mee aan het kampioenschap:
- Śląsk Wrocław
- PSV Eindhoven
- Athletic Bilbao
- SL Benfica

### Wedstrijden

#### Halve finales
|                        |                        |                         |               |                                                                          |
| 21 juli 2012 13:00 UTC | Spanje Athletic Bilbao | 0-1                     | PSV Eindhoven | Stadion Miejski Toeschouwers: 15.000 Scheidsrechter: Sebastian Tarnowski |
| 21 juli 2012 13:00 UTC |                        | 73' Georginio Wijnaldum |               | Stadion Miejski Toeschouwers: 15.000 Scheidsrechter: Sebastian Tarnowski |

|                        |                                    |     |                                                                    |                                                                   |
| 21 juli 2012 16:00 UTC | Śląsk Wrocław                      | 2-4 | SL Benfica                                                         | Stadion Miejski Toeschouwers: 30.000 Scheidsrechter: Robert Małek |
| 21 juli 2012 16:00 UTC | Rok Elsner 67' Waldemar Sobota 69' |     | 11' Óscar Cardozo 60' Luisão 73' Carlos Martins 89' Nicolás Gaitán | Stadion Miejski Toeschouwers: 30.000 Scheidsrechter: Robert Małek |

#### Derde en vierde plaats
|                        |                        |     |               |                                                                      |
| 22 juli 2012 10:45 UTC | Spanje Athletic Bilbao | 1-0 | Śląsk Wrocław | Stadion Miejski Toeschouwers: 15.000 Scheidsrechter: Marek Opaliński |
| 22 juli 2012 10:45 UTC | Markel Susaeta 43'     |     |               | Stadion Miejski Toeschouwers: 15.000 Scheidsrechter: Marek Opaliński |

#### Finale
|                        |                                                                 |     |                    |                                                                       |
| 22 juli 2012 13:45 UTC | PSV Eindhoven                                                   | 3-1 | SL Benfica         | Stadion Miejski Toeschouwers: 15.000 Scheidsrechter: Tomasz Garbowski |
| 22 juli 2012 13:45 UTC | Mathias Jørgensen 54' Jeremain Lens 74' Georginio Wijnaldum 83' |     | 34' Carlos Martins | Stadion Miejski Toeschouwers: 15.000 Scheidsrechter: Tomasz Garbowski |

#### Meeste goals
2 goals
- Georginio Wijnaldum (PSV Eindhoven)
- Carlos Martins (SL Benfica)

De topscorer van het Polish Masters kampioenschap 2012 was Carlos Martins omdat hij enkele minuten minder speelde dan Georginio Wijnaldum.